# Eu sunt numărul patru
Eu sunt numărul patru este un roman științifico-fantastic pentru tineri  scris de Pittacus Lore (un pseudonim pentru James Frey și Jobie Hughes). Cartea a fost publicată de HarperCollins pe 3 august 2010, și tradusă și publicată de Nemira în România în februarie 2011.
Cartea este prima dintr-o serie despre care autorii au spus că va avea 6 romane. 

## Adaptǎri
DreamWorks Pictures a obținut drepturile de autor pentru a realiza un film în iunie 2009. Filmul, denumit I Am Number Four (Numărul Patru) a apărut pe 18 februarie 2011.